# Paweł Filipowicz
Paweł Filipowicz (ur. 7 maja 1992 w Lipsku) – polski siatkarz, grający na pozycji libero. Od sezonu 2017/2018 występuje w drużynie Ślepsk Suwałki.

## Kariera
Wychowanek Czarnych Radom. Dwukrotny mistrz Polski juniorów z Czarnymi Radom (2010, 2011) oraz wicemistrz Polski kadetów z 2009 roku. Jako senior z Czarnymi Radom w sezonie 2011/2012 po wygraniu turnieju finałowego II ligi, awansował do I ligi, a w sezonie 2012/2013 wygrywając I ligę do PlusLigi. W najwyższej klasie ligowej zadebiutował w 12. kolejce sezonu 2013/14, w przegranym meczu 0:3 z wicemistrzowską drużyną ZAKSA Kędzierzyn-Koźle. W następnym sezonie podpisał kontrakt z I ligową drużyną Espadonu Szczecin, a w czerwcu 2015 przeszedł do klubu Warta Zawiercie, który zakończył rozgrywki na 6 miejscu w lidze.

## Sukcesy klubowe
Mistrzostwa Polski Kadetów:
- 2009

Mistrzostwa Polski Juniorów:
- 2010, 2011

Mistrzostwo I Ligi:
- 2013, 2017, 2019